# Callistophyton
Il callistofito (gen. Callistophyton) è una pianta estinta, appartenente alle pteridosperme. Visse nel Carbonifero superiore (circa 310 milioni di anni fa) in Nordamerica e in Europa (Francia).

## Descrizione
L'aspetto di questa pianta doveva essere simile a quello di un cespuglio, o più probabilmente di una rampicante: i fossili, infatti, mostrano spesso assi sottili e ritorti. Gli assi erano caratterizzati da un eustele con cinque strati di tessuto vascolare attorno a un centro parenchimatoso. Un cambio bifacciale formava uno xilema secondario (legno). Le radici potevano essere piccole ed erbacee o grandi e legnose. Il seme di questa pianta (Callospermarion) era appiattito e a simmetria bilaterale. Gli organi del polline consistevano in un anello di microsporangi uniti alla loro base attorno a un centro cavo (come in molte pteridosperme).

## Classificazione
Callistophyton è una delle piante con semi meglio conosciute provenienti dal Paleozoico. L'aspetto lianoso e rampicante non deve ingannare: questa pianta è una rappresentante delle pteridosperme, un gruppo ritenuto affine alle conifere che, generalmente, era rappresentato da forme arborescenti (Medullosa) ma in cui erano presenti anche forme lianose (Lyginopteris), strettamente imparentato con le gimnosperme. In particolare, il polline di Callistophyton (noto come Vescicaspora) è particolarmente simile a quello delle conifere, e suggerisce una stretta parentela. Tra le specie più note, da ricordare Callistophyton poroxyloides e C. boyssetii.

## Stile di vita
Il callistofito era probabilmente una pianta simile alle viti, che doveva avere bisogno di un sostegno per svilupparsi: si arrampicava su altre piante del Carbonifero e le sue strutture lianose invadevano le foreste umide del Paleozoico, contribuendo a creare un habitat ideale per i piccoli animali che in quel periodo andavano sviluppandosi sulla terraferma.